# Espace Coty
L'Espace Coty est un centre commercial situé en centre-ville du Havre. Il est accessible par 5 entrées.

## Historique
À la fin des années 1980, le commerce au Havre traverse une dure crise. Le développement des commerces de périphérie conjuguée à un centre-ville vieillissant et en manque de renouvellement provoque une baisse importante du chiffre d'affaires des commerçants du centre.
En 1995, le groupe Altarea remporte le concours lancé par la Ville du Havre pour la réalisation de l'Espace Coty.
Il prend le nom de René Coty, président de la République française de 1954 à 1959, originaire du Havre.